# 蕭鈞
蕭鈞（473年—494年11月10日），字宣礼，齊高帝萧道成第十一子。

## 生平
南朝宋昇明元年（477年），萧钧的母亲区氏病了，萧钧便形容惨悴，左右按常给他吃五色绊，他不肯吃，说：“须待阿姨（庶出，故称生母为阿姨）痊愈。”
齊高帝建元元年五月辛酉（479年6月25日），萧道成追谥长兄萧道度为衡阳元王，萧道度无子，萧钧出继萧道度，袭封衡阳王。他见了萧道成，未拜就涕泗横流。萧道成抓着他的手说叔伯是犹父，不要怨恨，让他出继是因为他堪奉蒸尝；下诏给通幰车、雉尾扇等，视同正王。齊武帝永明四年（487年），出任江州刺史，加散骑常侍。永明六年（488年），改任征虏将军。永明八年（490年），改任骁骑将军，散骑常侍如故，仍转左卫将军。永明十年（492年），改任中书令，领石头戍事。
延兴元年十月戊戌（494年11月10日），萧钧被宣城王萧鸞处死，时年二十二岁。桂阳王萧铄、江夏王蕭鋒、建安王萧子真、巴陵王萧子伦也同时被杀。

## 家庭

### 母
區貴人，萧道成的妾室，刘宋元徽元年（473年）生蕭鈞，萧道成建立齐朝後被拜为貴人。

### 子
蕭鈞有子，在蕭鈞被殺後被剝奪宗室屬籍。齊明帝於建武元年（494年）十月篡位，於十一月恢復蕭鈞之子的宗室屬籍，並封侯。

## 延伸阅读
[在维基数据编辑]
 《新唐書·卷101》，出自《新唐書》